# Battle of The Bulge (brädspel)
Battle of the Bulge är ett strategiskt konfliktspel om Ardenneroffensiven utgivet av Avalon Hill i tre olika versioner (1965, 1981 och 1991). 

## Utgåvor

### 1965 års utgåva
The Battle of the Bulge var ett av de första kommersiellt lyckade krigsspelen och sålde i flera upplagor i över 120 000 exemplar. En anledning till framgången var att spelet, i likhet med spel som "D-Day" och "Gettysburg", behandlade krig där USA var inblandat. Den amerikanske generalen Anthony C. McAuliffe, som var befälhavare under belägringen av Bastogne, konsulterades i samband med produktionen.  Spelplanen representerar delar av Belgien, Luxemburg och Frankrike. En spelare spelar de tyska anfallarna under offensiven och den andra de amerikanska styrkorna. Målet för den tyske spelaren är att erövra ett ansenligt territorium och/eller tillintetgöra sina fiender. Den amerikanske måste förhindra detta för att vinna. 
Även om spelet är föråldrat jämfört med senare krigsspel hålls det högt i konfliktspelskretsar eftersom det var innovativt för sin tid. 

### 1981 års utgåva
Trots succén med 1965 års version fanns det också kritik mot spelets historiska korrekthet. Därför beslöt Avalon Hill att ge ut en ny uppdaterad utgåva som byggde på originalets design, men där konstruktörerna gjort omsorgsfull research med ambitionen att mer realistiskt simulera den historiska situationen. Såväl regler som spelplan utvecklades.   

### 1991 års utgåva
På 1990-talet återutgav Avalon Hill flera av sina äldre spel med Smithsonian Institutes symbol på lådorna, och tredje utgåvan av Battle of the Bulge var en av dem. Tanken var att locka en yngre publik med tilltalande layout och enklare regler. Reglerna i denna tredje utgåva byggde på de bägge föregångarna, i synnerhet den från 1981. 